# Йончо Пеловски
Йончо Цолов Пеловски е български столетник, който е смятан за най-дълго живелия българин – 130 години.
Роден е през 1777 г. Занимава се със земеделие. Според надписа върху надгробната му плоча столетници са и двамата му сина, които той е надживял. Кръстьо се е споминал на 106, а Иван – на 103 години. Преди него си е отишла и жена му.
Умира на 8 януари 1907 г., като в акта за умиране е записано, че е починал на сто и тридесет години. Предстои да се извърши превод на османските архиви в Истанбул, за да се установи със сигурност датата му на раждане.